# マスリパタム包囲戦
マスリパタム包囲戦（マスリパタムほういせん、英語: Siege of Masulipatam）は七年戦争および第三次カーナティック戦争中の1759年3月6日から4月7日まで、イギリス東インド会社のフランシス・フォード率いるイギリス軍とセポイがマスリパタムを包囲して、コンフラン伯爵率いるフランス駐留軍に勝利した戦闘。

## 背景
1758年4月にポンディシェリーに到着したフランス領インド総督ラリー伯爵はビュッシー＝カステルノー侯爵をハイデラバードから呼び戻した。がら空きになったハイデラバードでは現地のラージャが反乱を起こし、ロバート・クライヴは虎視眈々とフランス領を狙っていた。クライヴは反乱を利用して現地のラージャと手を組み、フランシス・フォード率いる遠征軍を派遣した。
その結果、1758年12月9日にコンドールの戦いがおこり、フォードは大勝した。資金の提供についてラージャと合意した後、フォードは1759年1月28日に行軍を再開、2月6日にマスリパタムから48マイル北にあるエッロールを占領した。3月1日にラージャ軍と合流するとマスリパタムに向けて行軍を再開、2日に干上がったコレル湖を渡り、3日にマクリーン大尉率いるセポイ部隊がコンカル砦を攻撃して占領した。その3日後の3月6日、フォード軍はマスリパタムに到着した。

## 経過
フォードが到着したとき、コンフラン伯爵率いるフランス軍は町の前で固い陣形を敷き、それを維持することで戦闘を有利に進められた可能性もあったが、彼は要塞の中に撤退した。
フランス軍は1751年にマスリパタムを占領した以降、その守備を強化しており、包囲戦の頃には要塞は不規則な平行四辺形をしていて、その南には河口が侵攻を阻害し、残りの三方向は城壁と稜堡によって守られた。これに対しフォード軍は砲台を築いていたが、18日間もかかってしまい、その間にフランス軍は近くのイギリス要塞に近づき、その要塞はベンガルから送られてきた資金をより安全な場所に移した。その結果、フォード軍は直近の資金源を切られ、さらにラージャがフランス軍に慄いて資金提供を断ったためフォードの資金が底についた。兵士たちは給料が支払われなかったことで3月19日に脱走しようとし、フォードの必死な説得でようやく思いとどまった。25日に砲台が完成したことでフォード軍は砲撃をはじめたが、その2日後にニザーム王国のニザームであったサラーバト・ジャング率いる監視軍4万が40マイル離れた場所まで近づき、フォード軍は危機に陥った。フォードは交渉でニザーム軍の進軍を引き延ばし、その間に砲撃を続けたが、4月5日に嵐により中断せざるをえなかった。翌日、砲弾が残り2日分しかなく、資金が底につき、マドラスとの連絡も切られ、しかも前には自軍より多数のフランス駐留軍が、後ろには自軍の10倍はいるニザーム軍がいたため、フォードは最後の攻撃としてより一層激しく砲撃した。要塞の南西にある溝はまだ完成しておらず、周りは通りにくい沼地であったが、ノックス大尉率いるセポイ軍はフェイントとしてそこに攻撃を仕掛けた。本物の攻撃は北東で砲兵を含むイギリス兵士全軍と海員30人の合計362人によって行われた。攻撃は見事に成功し、コンフラン伯爵が降伏を申し出た。

## 結果
いざ降伏すると、フランスの軍勢がフォードのそれよりはるかに上回ることがわかった。降伏したフランス軍はヨーロッパ人500、マダガスカルやティモール出身の兵士とセポイ2,539人だった。
フォードが勝利したことで、ニザームとの交渉は一気に進んだ。サラーバト・ジャングはなおも1か月間逡巡したが、結局海岸線から80マイルまでの土地をイギリスに与え、しかもフランス軍と一切交渉しないことを約束した。これにより、イギリスは一帯の確保に成功しただけでなく、フランスのニザーム王国における影響力をも完全に排除した。
4月の間に捕虜交換が行われた後、フォードは半年間マスリパタムに留まった。10月15日頃、フォードは駐留軍のイギリス兵士300とセポイ800をフィッシャー大尉に残し、自らは海路でカルカッタに向かった。